# Joseph B. Wirthlin
Joseph Bitner Wirthlin, född 11 juni 1917 i Salt Lake City i Utah, död 1 december 2008 i Salt Lake City i Utah, var en amerikansk affärsman, religiös ledare och medlem av de tolv apostlarna inom Jesu Kristi Kyrka av Sista Dagars Heliga. Han blev kallad till de tolv apostlarna den 4 oktober 1986 och ordinerad som apostel den 9 oktober 1986 av Thomas S. Monson. Han kallades till att bli kyrkans apostel i samband med profeten Spencer W. Kimballs frånfälle samma år. Som medlem av de tolv apostlarnas kvorum blev Wirthlin inröstad av kyrkans medlemmar till profet, siare och uppenbarare.
Joseph Wirtlin har bland annat invigt Sundsvalls kapell år 1985.